# ان‌جی‌سی ۶۵۴۴
ان‌جی‌سی ۶۵۴۴ (انگلیسی: NGC 6544) یک خوشه کروی کوچک است که در صورت فلکی قوس جای دارد.